# Bor (oblast Nizjni Novgorod)
Bor (Russisch: Бор) is een stad in de Russische oblast Nizjni Novgorod gelegen op de linkeroever van de Wolga tegenover Nizjni Novgorod. De beide steden zijn verbonden door een brug, die werd gebouwd in 1965. De bevolking bedraagt 61.525 personen (volkstelling 2002). Bor werd gesticht in de 14e eeuw en kreeg de status van stad in 1938.

## Geboren in Bor
- Edoeard Rossel (1937), politicus
- Vjatsjelav Zoedov (1942-2024), ruimtevaarder

Bestuurlijk centrum: Nizjni Novgorod

Arzamas · Balachna · Bogorodsk · Bor · Dzerzjinsk · Gorbatov · Gorodets · Knjaginino · Koelebaki · Kstovo · Loekojanov · Lyskovo · Navasjino · Oeren · Pavlovo · Perevoz · Pervomajsk · Sarov · Semjonov · Sergatsj · Sjachoenja · Tsjkalovsk · Vetloega · Volodarsk · Vorsma · Vyksa · Zavolzje